# Aleutihenricia
Genre
Aleutihenricia est un genre d'étoiles de mer de la famille des Echinasteridae. Ces espèces se rencontre dans les îles Aléoutiennes.

## Liste d'espèces
Selon World Register of Marine Species (24 janvier 2015) :
- Aleutihenricia beringiana (Djakonov, 1950)
- Aleutihenricia derjungini (Djakonov, 1950)
- Aleutihenricia federi Clark & Jewett, 2010
- Aleutihenricia reticulata (Hayashi, 1940)

## Publication originale
- (en) ROGER N. CLARK et STEPHEN C. JEWETT, « A new genus and thirteen new species of sea stars (Asteroidea: Echinasteridae) from the Aleutian Island Archipelago », Zootaxa, Magnolia Press (d), vol. 2571, no 1,‎ 19 août 2010, p. 1 (ISSN 1175-5334 et 1175-5326, OCLC 49030618, DOI 10.11646/ZOOTAXA.2571.1.1, lire en ligne).